# Mellicta sajanskalpina
Mellicta sajanskalpina är en fjärilsart som beskrevs av Ruggero Verity 1940. Mellicta sajanskalpina ingår i släktet Mellicta och familjen praktfjärilar. Inga underarter finns listade i Catalogue of Life.